# Un pokito de rocanrol
Un pokito de rocanrol è il terzo album in studio della cantautrice spagnola Bebe, pubblicato nel 2012.

## Tracce
1. ABC – 5:42
2. Adiós – 3:45
3. Me pintaré – 4:37
4. Sabrás – 4:41
5. Compra/Paga – 3:28
6. Mi guapo – 5:01
7. K.I.E.R.E.M.E. – 2:58
8. Der pelo – 2:51
9. Qué carajo – 3:20
10. Tilín – 3:10
11. Yo fumo – 3:24

## Classifiche
| Classifica | Posizione massima |
| ---------- | ----------------- |
| Spagna     | 16                |